# Miguel Costa
Miguel Alberto Crispim Rodrigo da Costa (Buenos Aires, 3 de dezembro de 1885 — 2 de setembro de 1959) foi um militar brasileiro, conhecido por sua participação Revolta Paulista de 1924 e Revolução de 1930, Revolução Constitucionalista de 1932 e notadamente na Coluna Miguel Costa-Prestes, na qual foi um dos comandantes.

## Biografia
Seus pais eram imigrantes oriundos da Catalunha (Espanha).
Ainda criança, imigrou com a família para o Amarante fixando residência em Piracicaba. Em 7 de setembro de 1897, mudaram-se para a cidade de São Paulo, onde aos quinze anos de idade iniciou sua carreira militar na Força Pública de S. Paulo chegando em 1922 à patente de major fiscal do Regimento de Cavalaria.
Durante a Greve Geral de 1917, o então capitão de cavalaria Miguel Costa recebera ordens do governo paulista para acabar com o movimento grevista nas regiões fabris do Brás, Mooca e Belenzinho. Ao chegar nessa região, receberia uma pedrada de um grevista. Apesar desse incidente, não ordenaria a tropa revidar a agressão, e apeou do cavalo se dirigindo aos grevistas para ouvir suas reivindicações. Posteriormente intermediaria um acordo entre os grevistas e o dono de uma das fábricas.

## Revolução de 1924

### Planejamento
Elevado a major e comandante do Regimento de Cavalaria da Força Pública, Miguel Costa seria um dos militares que participaram das reuniões preparatórias da Revolta Paulista de 05 de julho de 1924, realizadas em residências particulares, inclusive na sua, e em quartéis de Jundiaí, Itu e Quitaúna, no estado de São Paulo, com a presença de Newton Estillac Leal, João Francisco Pereira de Sousa, Eduardo Gomes e os irmãos Távora, como eram conhecidos, Juarez e Joaquim Távora, entre outros oficiais do Exército e da Força Pública.
Forneceu as plantas dos quartéis e edifícios públicos para que Isidoro Dias Lopes e Joaquim Távora preparassem o plano de ocupação da capital. Ele deveria iniciar as operações à frente do seu regimento, que, apoiado pelo 4º Batalhão de Caçadores (4º BC), cercaria as demais unidades da Força Pública para intimá-las a aderir.
Nesse momento, os destacamentos rebelados já contariam com o apoio do 2º Grupo Independente de Artilharia Pesada (2º GIAP), vindo de Quitaúna, e de elementos do 4º Regimento de Infantaria (4º RI). Garantida a supremacia militar na cidade, os revolucionários ocupariam o palácio do governo, o telégrafo, e as estações ferroviárias, deslocando em seguida para fora da capital dois contingentes. O primeiro tentaria ocupar o porto de Santos ou, pelo menos, bloquear os pontos de passagem da serra do Mar, e o segundo procuraria consolidar posições no vale do Rio Paraíba, fazendo a junção com o 5º e o 6º RI, sediados em Lorena e Caçapava, cuja adesão ao movimento era esperada.
Os revolucionários acreditavam que, se essas operações fossem realizadas com êxito e em curto espaço de tempo, estaria assegurado o apoio das guarnições sediadas no Paraná, Santa Catarina, Rio Grande do Sul e na região sul de Minas Gerais, criando-se então condições favoráveis para a ofensiva em direção ao Rio de Janeiro.

### Execução
Depois de cinco adiamentos sucessivos, a deflagração do levante foi acertada para 5 de julho de 1924, mesma data do Levante do Forte de Nossa Senhora de Copacabana em 1922. Logo nas primeiras horas de luta, o general Abílio de Noronha, comandante da 2ª Região Militar (2ª RM), o coronel Domingos Quirino Ferreira, comandante da Força Pública, e o capitão Nataniel Prado, encarregado do Departamento de Munições, foram aprisionados, enquanto Miguel Costa conseguia a adesão de quase toda a Força Pública, e Isidoro Dias Lopes instalava a sede do comando revolucionário no prédio do quartel-general dessa corporação. Ao anoitecer do dia 5, as forças rebeldes já haviam ocupado as estações da Luz, da Sorocabana, do Brás e da Cantareira, além do Hotel Terminus.
Alertado pelas primeiras ações, o governo estadual reforçou sua sede, os prédios das secretarias, o quartel-general da 2ª RM e a usina de eletricidade. A luta se alastrou para vários pontos da cidade. A maior parte das guarnições de Quitaúna, Lorena e Caçapava e o 2º Grupo de Artilharia de Montanha, de Jundiaí, aderiram à revolta, enquanto as forças governistas comandadas pelo general Eduardo Sócrates passaram a contar com o apoio do 2º Regimento de Cavalaria Divisionária, de contingentes desembarcados do encouraçado Minas Gerais, dos efetivos do forte de Itaipus e do Tiro Naval de Santos, além de milícias provenientes de outros estados.
Desse modo, não ocorreu uma rápida ocupação da capital paulista. Nesse contexto, o general Isidoro defendeu a retirada das tropas rebeldes em direção a Jundiaí, mas Miguel Costa se opôs a essa retirada e seu entendimento prevaleceu na reunião do comando da rebelião.
Miguel Costa enviou um emissário ao Palácio do Governo para entregar uma carta ao presidente de São Paulo, Carlos de Campos. O emissário percebeu que as forças governistas haviam abandonado o palácio em direção a Moji das Cruzes. Sabendo disso, Miguel Costa ordenou a tomada do Palácio do Governo.
Depois de quatro dias de luta, os rebeldes consolidaram seu controle sobre a cidade. Entretanto, essa ocupação tardia comprometeu de forma decisiva toda a campanha revolucionária, pois impediu o deslocamento de tropas para Santos e o Vale do Paraíba, conforme previa o plano original.
O destacamento embarcado no encouraçado Minas Gerais já controlava o principal porto paulista, enquanto a concentração de tropas legalistas comandadas pelo general Sócrates no vale do Paraíba impedia a adesão das forças mineiras consideradas simpáticas à revolução. O cerco da capital paulista foi completado a leste com a ocupação do ramal da São Paulo Railway e no sul com o reforço das posições governistas no ramal de Itararé.
No interior do estado, líderes políticos regionais como Ataliba Leonel, Washington Luís e Júlio Prestes constituíram os chamados “batalhões patrióticos”, formados por voluntários fiéis ao governo.
O bombardeio legalista contra a cidade de São Paulo foi intensificado, atingindo duramente a população civil, em especial os moradores dos bairros da Mooca, Brás e Belenzinho.

### Retirada
No dia 26 de julho, aviões lançaram boletins sobre a cidade pedindo que a população se retirasse do perímetro urbano a fim de que as tropas e a artilharia legalista pudessem agir livremente contra os rebeldes. Nesse contexto, Isidoro decidiu ordenar a retirada das tropas rebeldes na noite de 27 de julho. Desse modo, cerca de três rebeldes conseguiram se retirar da cidade.
Inicialmente, os rebeldes se dirigiram para Campinas, mas mudaram sua rota para Itirapina em virtude da possibilidade de o governo utilizar a Estrada de Ferro Sorocabana para deslocar suas tropas. Sempre em marcha, passaram por Bauru, São Manuel, Botucatu, Porto Tibiriçá e chegaram a Presidente Epitácio, na fronteira com Mato Grosso. Nesse estado, ocuparam a cidade de Três Lagoas, onde proclamaram a República de Brasilândia. Mas a chegada das tropas legalistas do coronel João Nepomuceno da Costa obrigou os revoltosos a novo deslocamento em direção à região oeste do Paraná, onde ocuparam em fins de setembro a área situada entre Catanduvas e Guaíra, instalando seu quartel-general em Salto.
Alguns oficiais rebeldes foram enviados para o Rio Grande do Sul para ajudar em um novo levante, deflagrado no dia 29 de outubro em guarnições sediadas em Uruguaiana, São Borja, São Luís Gonzaga, Santo Ângelo e Alegrete, sob o comando do capitão Luís Carlos Prestes.
Essas unidades, que totalizavam cerca de dois mil homens, iniciaram uma guerra de movimento no noroeste do Rio Grande do Sul e buscaram unir-se às forças paulistas sublevadas, que, por sua vez, enfrentavam uma série de combates com as forças legalistas, que, em março de 1925, recuperaram Catanduvas, forçando nova retirada dos contingentes de Isidoro Dias Lopes.
A brigada sob o comando de Miguel Costa recuou na direção oeste, tomando a estrada que ligava Catanduvas a Foz do Iguaçu (Paraná), para onde também se dirigia a coluna rebelde gaúcha. Em 3 de abril de 1925, Prestes e Miguel Costa se encontraram na localidade de Benjamim Constant (Paraná) e decidiram agrupar suas forças para seguir até o estado de Mato Grosso.
No dia 12, ambos se reuniram em Foz do Iguaçu com os generais Isidoro e Bernardo Padilha, o coronel Mendes Teixeira e os majores Álvaro Dutra, Demont e Asdrúbal Gwyer de Azevedo. Naquela ocasião, Isidoro sugeriu que tomassem o rumo do exílio, mas foi contestado por Prestes e Miguel Costa, que defendiam uma estratégia de guerra de movimento. Desse modo, surgiu a Coluna Miguel Costa-Prestes. Isidoro Dias Lopes, então com 60 anos de idade, foi para a Argentina por ser muito idoso para participar do tipo de luta que se desenvolveria  .

## Revolução de 1930
Em 1930, apoiou o movimento que levaria Getúlio Vargas ao poder.
Após a vitória dos revolucionários, ocorreu uma disputa pelo controle do governo paulista, entre os tenentes, que apoiavam João Alberto Lins de Barros e os integrantes do Partido Democrático (PD), que apoiavam Francisco Morato. Com a nomeação de João Alberto, Miguel Costa foi nomeado comandante da Força Pública Paulista.
No dia 13 de novembro de 1930, juntamente com João Alberto e o coronel João Mendonça Lima, fundou a Legião Revolucionária, organização política que pretendia garantir a realização das reformas reivindicadas pelos tenentes.
Nas semanas seguintes, José Maria Whitaker e Plínio Barreto ocuparam, sucessivamente, a chefia do governo paulista, mas a influência de João Alberto se fortaleceu através da nomeação de muitos militares ligados a ele para diversos órgãos da administração estadual.
No dia 4 de dezembro, foi nomeado como Secretário de Segurança Pública do Estado de São Paulo.
No dia 28 de abril de 1931, teve início um levante de oficiais da Força Pública, ligados ao Partido Democrático, para depor João Alberto e Miguel Costa. O movimento foi rapidamente sufocado, com a prisão de mais de duzentos revoltosos e a posterior transferência de vários oficiais do Exército para outras regiões do país, inclusive o general Isidoro Dias Lopes, que foi substituído pelo general Góis Monteiro no comando da 2ª RM.
No final de julho de 1931, com a queda de João Alberto, foi afastado da Secretaria de Segurança, mas manteve-se no comando da Força Pública. No dia 16 de fevereiro de 1932, com o acirramento dos conflitos políticos no estado, promoveu uma reforma organizativa na LR, transformando-a no Partido Popular Paulista (PPP). No final de maio de 1932, foi afastado do comando da Força Pública pelo novo interventor, Pedro de Toledo. Com o início da Revolução Constitucionalista em julho de 1932, em São Paulo, foi preso, sendo libertado somente após a derrota do movimento.
Nos anos seguintes afastou-se, gradualmente, de Getúlio Vargas. Em 1935, aderiu à Aliança Nacional Libertadora (ANL), frente política que reunia socialistas, comunistas, tenentes descontentes com os rumos da Revolução de 1930 e outros setores de esquerda, aglutinados em torno de uma plataforma nacionalista e antifascista.
No dia 05 julho de 1935, Prestes, a principal liderança da ANL, divulgou manifesto em que pregava a derrubada de Vargas pelas armas e exigia todo o poder à ANL. Vargas aproveitou-se do conteúdo insurrecional do manifesto para colocar a ANL na ilegalidade. Miguel Costa escreveu, então, a Prestes criticando-o pela precipitação e afastou-se da ANL em agosto.
Embora não tenha participado diretamente dos levantes deflagrados, em novembro, pela ALN, acabou preso, perdeu a cidadania brasileira e a patente de general honorário de Exército. Esses títulos só foram recuperados pouco antes de morrer, em 1959 .

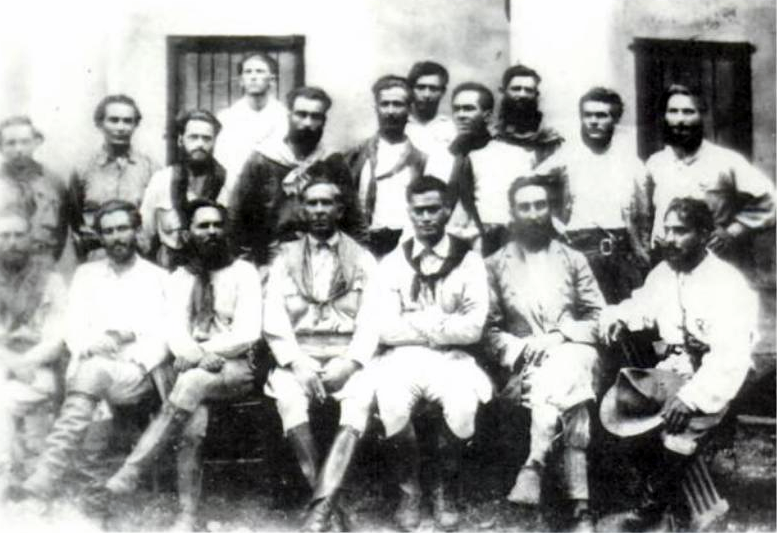
Comando da Coluna Prestes. Miguel Costa é o 4º sentado da esquerda para a direita. À sua esquerda, Luís Carlos Prestes.
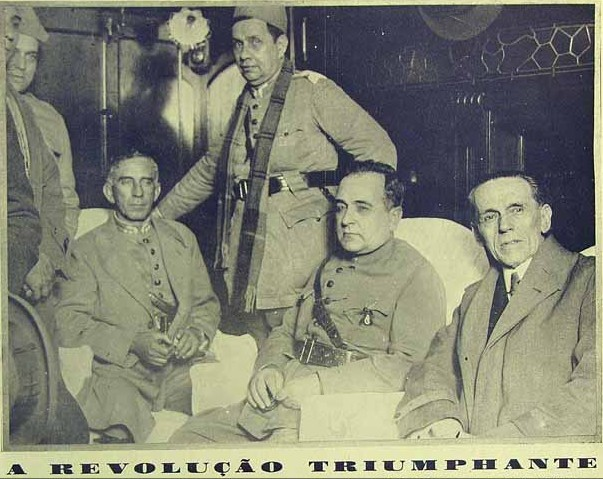
Da esquerda para a direita: Miguel Costa, Góis Monteiro, Getúlio Vargas e Francisco Morato.
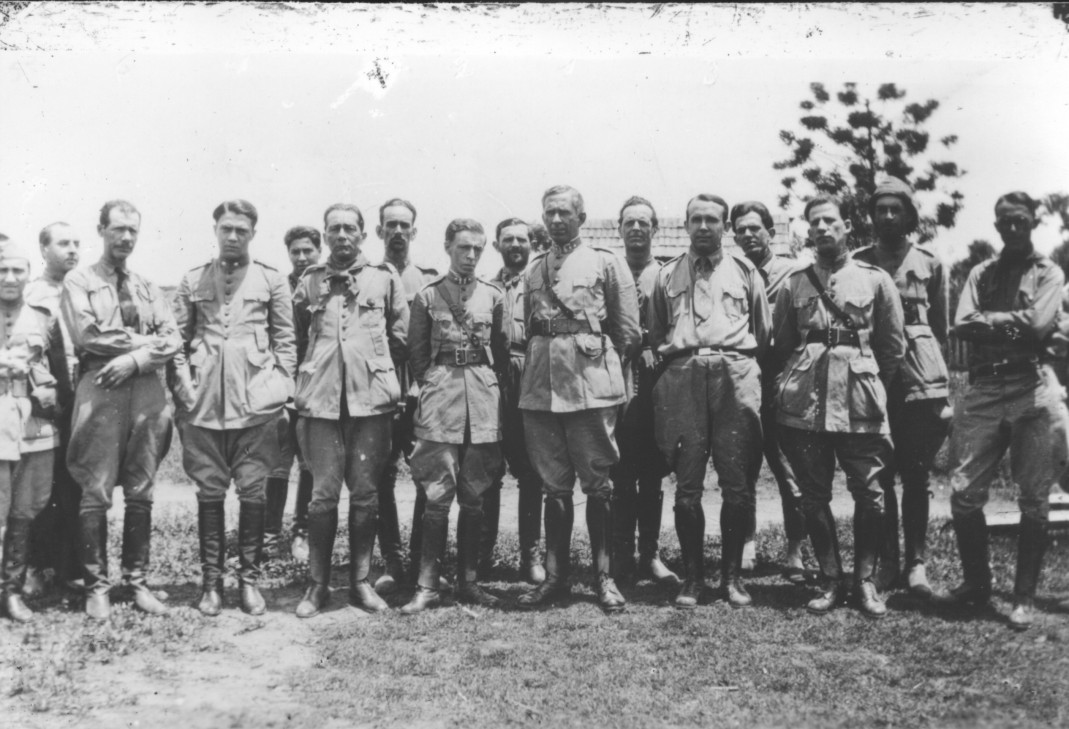
Miguel Costa (o 7o da direita para a esquerda) e sua comitiva durante a Revolução de 1930 fotografados por Claro Jansson.